# Иванов, Явор
Явор Иванов (болг. Явор Иванов; 22 апреля 1964, София — декабрь 2022) — болгарский фигурист, выступавший в танцах на льду. Участник зимних Олимпийских игр 1984 года.

## Биография
Явор Иванов родился 22 апреля 1964 года в болгарском городе София.
Представляла в соревнованиях по фигурному катанию софийскую «Славию». Выступал в танцах на льду вместе с Христиной Бояновой.
Трижды участвовал в чемпионатах мира: в 1983 году в Хельсинки Боянова и Иванов заняли 18-е место, в 1986 году в Женеве — 20-е, в 1987 году в Цинциннати — 21-е.
Четырежды выступал на чемпионатах Европы: в 1983 году в Дортмунде Боянова и Иванов заняла 17-е место, в 1984 году в Будапеште — 21-е, в 1986 году в Копенгагене — 16-е, в 1987 году в Сараево — 19-е.
В 1984 году вошёл в состав сборной Болгарии на зимних Олимпийских играх в Сараево. В танцах на льду вместе с Бояновой заняли 18-е место, набрав 36,0 балла и уступив 34 балла завоевавшим золото Джейн Торвилл и Кристоферу Дину из Великобритании.